# Ластовень звичайний
Ластовень звичайний або ластовень лікарський (Vincetoxicum hirundinaria) — вид трав'янистих рослин родини барвінкові (Apocynaceae), поширений у Європі, заході Північної Африки, у західній Азії та Гімалаях.

## Опис
Багаторічна рослина 20–50(120) см заввишки. Стебло прямостійне, міцне, голе. Листки супротивні, короткочерешкові. Листові пластини від яйцеподібної до ланцетної форми, з серцеподібною або округлою основою та цілими краями, 6–10 x 2.5–5. Квіти розміщені в кільцях, які утворюють суцвіття. Квіти радіально симетричні, ≈1 см упоперек. Віночок 5-пелюстковий, білий, всередині голий або рідше з однаковими волосками; пелюстки товсті. Чашечка складається з 5, зрощених, трикутних, гострих, майже голих чашолистків. Тичинок 5. Плід — багатонасінна листянка, довжиною ≈5 см, парна. Насіння увінчане щільним пучком білих волосків. 

## Поширення
Поширений у Європі, заході Північної Африки, у західній Азії та Гімалаях; натуралізований в штатах Онтаріо (Канада) й Нью-Йорк (США).
В Україні вид зростає в лісах, на узліссях, в чагарниках, на степових схилах, крейдяних відслоненнях — на всій території.

## Галерея

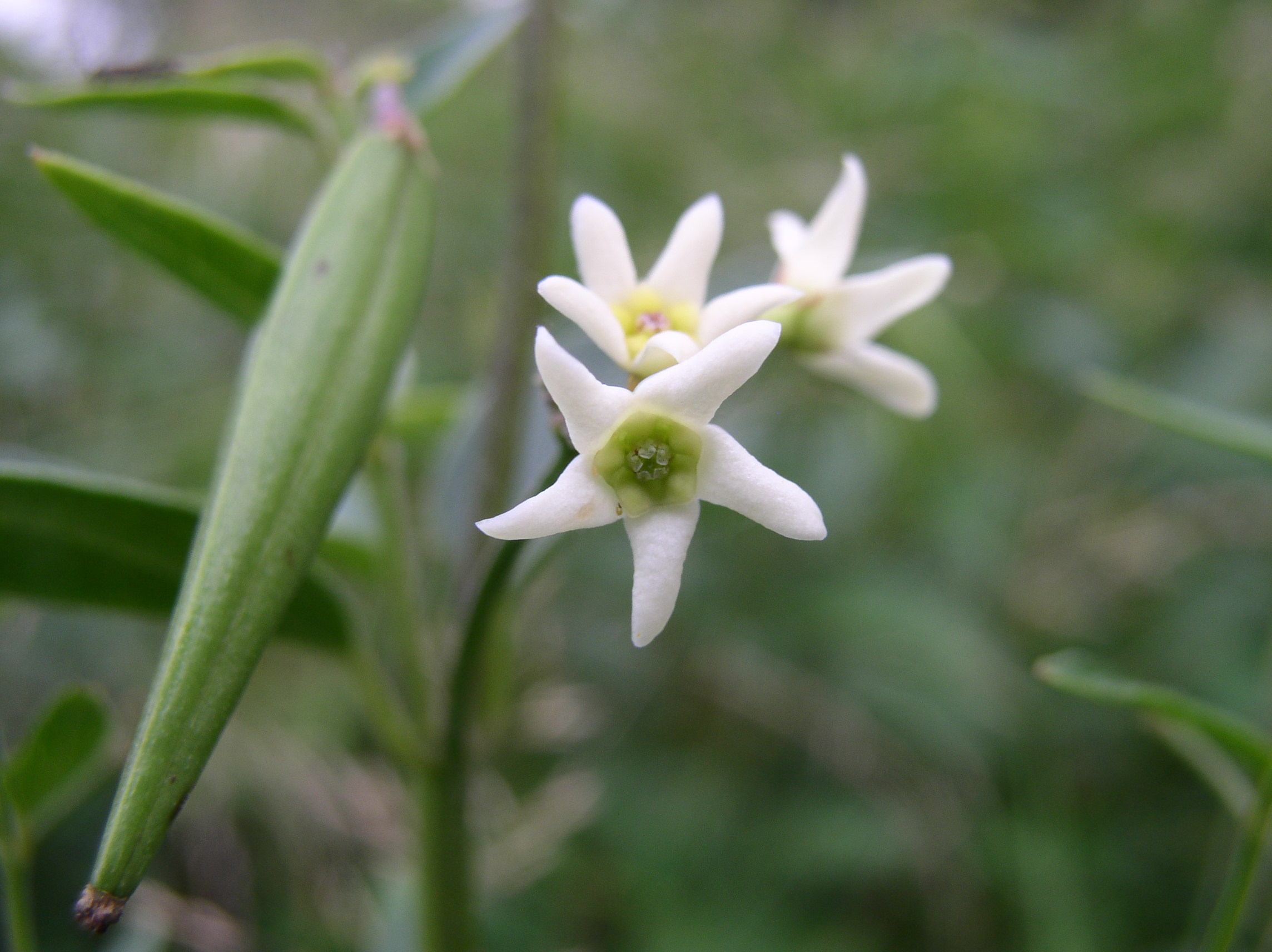
квітка
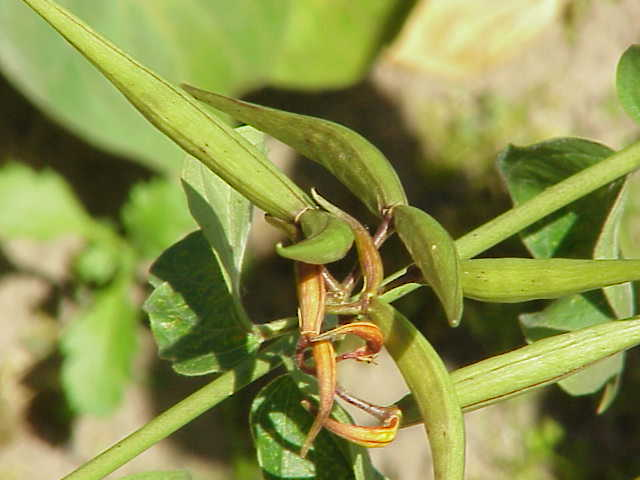
плід
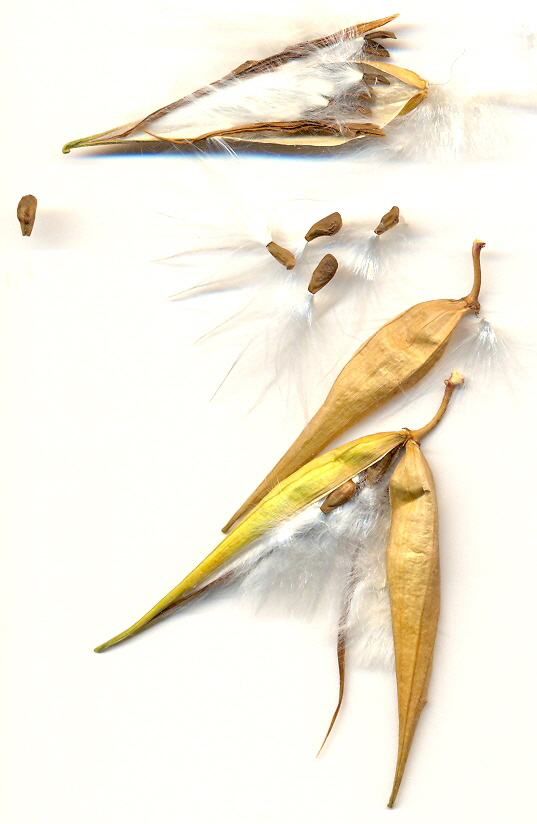
насіння
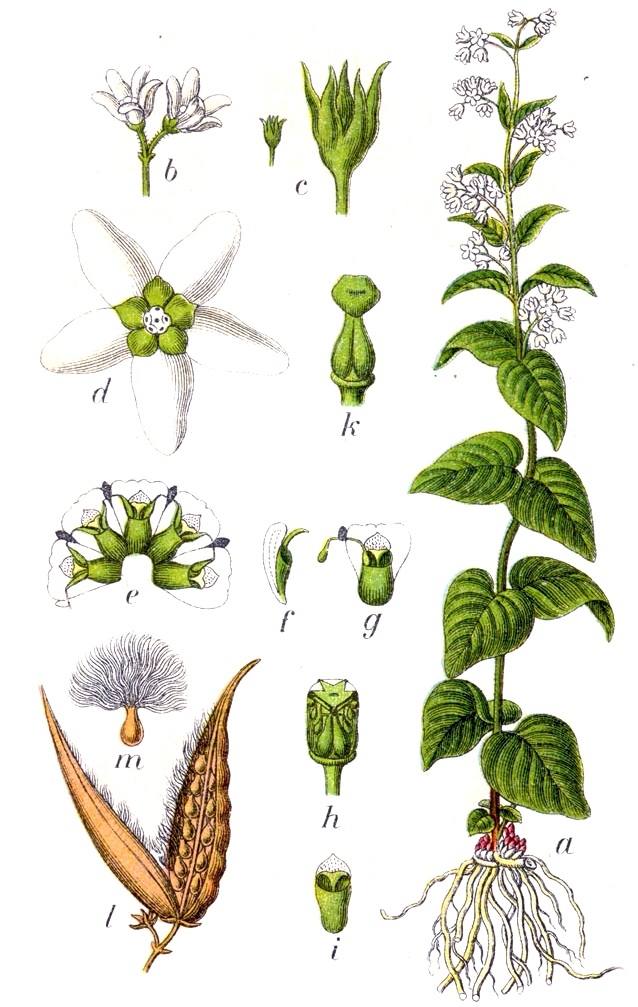
ілюстрація